# 足立區
足立区（日语：／ Adachi ku */?）是日本東京都的特別區之一。位于东京都的北部，是由夹于隅田川与荒川之间的部分、及占有足立区大半面积的荒川以北部分而组成。
拥有代表足立区的繁華街、北千住站周围的千住地区，在江户时期曾是日光街道的驿站。

## 人口
| 足立区人口分布圖 |                                               |  |
| 足立区與日本全國年齡別人口分布比較圖 （2005年資料） | 足立区的年齡、男女別人口分布圖 （2005年資料） |  |
| ■紫色是足立区 ■綠色是全国 | ■藍色是男性 ■紅色是女性                       |  |
| 足立区人口變化 \| 1970年 \| 571,791人 \| \| \| 1975年 \| 609,025人 \| \| \| 1980年 \| 619,961人 \| \| \| 1985年 \| 622,640人 \| \| \| 1990年 \| 631,163人 \| \| \| 1995年 \| 622,270人 \| \| \| 2000年 \| 617,123人 \| \| \| 2005年 \| 624,807人 \| \| \| 2010年 \| 683,426人 \| \| \| 2015年 \| 670,122人 \| \| \| 2020年 \| 695,043人 \| \| |                                               |  |
| 資料來源：日本總務省統計中心提供之人口普查數據 |                                               |  |
| 1970年 | 571,791人                                     |  |
| 1975年 | 609,025人                                     |  |
| 1980年 | 619,961人                                     |  |
| 1985年 | 622,640人                                     |  |
| 1990年 | 631,163人                                     |  |
| 1995年 | 622,270人                                     |  |
| 2000年 | 617,123人                                     |  |
| 2005年 | 624,807人                                     |  |
| 2010年 | 683,426人                                     |  |
| 2015年 | 670,122人                                     |  |
| 2020年 | 695,043人                                     |  |

### 日夜間人口
2005年夜間人口（居住者）為622,500人，區外通勤者與通學生、居住者在內的區内日間人口為539,309人，是夜間的0.866倍。

## 地理

### 氣溫
2004年7月20日，區內江北出現史上最高溫攝氏42.7度。

### 河川、橋梁
- 隅田川：新神谷橋（日语：新神谷橋）、新田橋（日语：新田橋）、新豐橋、豐島橋（日语：豊島橋）、小台橋（日语：小台橋）、尾久橋、尾竹橋、千住大橋（日语：千住大橋）、常磐線、筑波快線、東京地下鐵日比谷線、千住汐入大橋（日语：千住汐入大橋）
  - 南岸為北區、荒川區，北岸則是新田、宮城、小台、千住等荒川南岸帶狀地區。
- 荒川：鹿濱橋（日语：鹿浜橋）、五色櫻大橋（日语：五色桜大橋）（首都高速道路中央環狀王子線）、江北橋（日语：江北橋）、扇大橋（日语：扇大橋）、西新井橋（日语：西新井橋）、千住新橋（日语：千住新橋）、千住鐵橋（東京地下鐵千代田線、常磐線、筑波快線）、東武伊勢崎線、京成本線、堀切橋（日语：堀切橋）
  - 荒川放水路河川地廣大，為防止氾濫堤防較高，橋數與交通量相比較少。
- 綾瀨川（日语：綾瀬川）：桑袋大橋、浮花橋、內匠橋、新加平橋、綾瀨新橋、五兵衛新橋、伊藤谷橋、東京地下鐵千代田線、常磐線
- 中川：飯塚橋（日语：飯塚橋）
  - 東岸屬葛飾區。
- 新芝川（日语：芝川 (埼玉県)）：入谷大橋、南平大橋
  - 西岸屬川口市，該市東領家一部分位於東岸。
- 毛長川（日语：毛長川）：中居橋、砂小橋、舎人二つ橋、毛長橋、谷塚橋、東武伊勢崎線、毛長堀橋、水神橋、花畑大橋、鷲宮橋
  - 北岸屬草加市。

### 相邻接的行政区
- 东 - 葛飾區
- 北 - 埼玉县八潮市、草加市、川口市
- 西 - 北区
- 南 - 荒川區、墨田區

## 歷史

### 年表
古代
- 律令制下屬武藏國足立郡（日语：足立郡）東南端。
- 826年（天長3年）創立西新井大師（日语：總持寺 (足立区)）。

中世
- 室町中期～戰國時期為千葉氏領國，戰國後期為小田原北條氏（後北條氏）領國。

近世
- 為天領、寛永寺領。
- 石高約2萬石。
- 位於江戶北端的千住宿作為日光街道宿場而繁榮。
- 千住青物市場為江戶三大市場之一。
- 1594年（文祿3年）架設千住大橋。

近代
- 1868年（明治元年） - 成立武藏知縣事（日语：武蔵知県事）。
- 1869年（明治2年） - 成立小菅縣（日语：小菅県）（現在足立區、葛飾區、江戶川區及埼玉縣與千葉縣一部分）。
- 1871年（明治4年） - 廢藩置縣施行，廢除小菅縣。大部分編入東京府。
- 1878年（明治11年） - 郡區町村編制法（日语：郡区町村編制法）施行，足立郡（日语：足立郡）東京府部分成立南足立郡。該郡範圍相當於現在的足立區。
- 1893年（明治26年）2月7日 - 千住馬車鐵道（日语：千住馬車鉄道）千住茶釜橋～越谷間通車。
- 1896年（明治29年）12月25日 - 日本鐵道土浦線（現常磐線）通車。
- 1897年（明治30年）8月 - 千住馬車鐵道千住茶釜橋～越谷間廢止。
- 1898年（明治31年）11月3日 - 草加馬車鐵道（日语：草加馬車鉄道）千住茶釜橋～越谷間通車。
- 1899年（明治32年）8月27日 - 東武鐵道（北千住 - 久喜）通車。（西新井站啟用）
- 1900年（明治33年）2月2日 - 草加馬車鐵道千住茶釜橋～越谷間廢止。
- 1900年（明治33年）3月21日 - 東武鐵道竹之塚站啟用。
- 1902年（明治35年）4月1日 - 東武鐵道北千住 - 吾妻橋通車。（堀切站啟用）
- 關東大地震後，作為東京都市計畫道路網的一環，開始整備環狀七號線、放射11號線（尾久橋通）、放射12號線（現日光街道）。
- 1924年（大正13年）10月1日 - 東武鐵道千住站（日语：中千住駅）、小菅站、五反野站、梅島站啟用。
- 1924年（大正13年）10月12日 - 荒川放水路開始注水。
- 1925年（大正14年）1月 - 設立千住火力發電所（日语：千住火力発電所）（妖怪煙囪）。
- 1928年（昭和3年）7月24日 - 東京市電千住大橋～千住四丁目間通車。
- 1930年（昭和5年） - 荒川放水路竣工。
- 1931年（昭和6年）12月19日 - 京成電鐵通車，京成關屋站、住大橋站啟用。
- 1931年（昭和6年）12月20日 - 東武鉄道西板線（西新井～大師前）通車。
- 1932年（昭和7年）9月1日 - 東武鐵道牛田站啟用。
- 1932年（昭和7年）10月1日 - 編入東京市，為足立區。
- 1935年（昭和10年）9月1日 - 東武鉄道千住線（中千住～千住）通車。
- 1943年（昭和18年）7月1日 - 東京都成立，為東京都足立區。
- 1943年（昭和18年）4月1日 - 常磐線綾瀨站啟用。
- 1945年（昭和20年）5月20日 - 東武鐵道西板線（西新井～大師前）休業。
- 1945年（昭和20年）5月21日 - 東武鐵道大師線（西新井～大師前）通車。

現代
- 1947年（昭和22年）5月3日 - 地方自治法施行，本區成為特別區。
- 1953年（昭和28年） - 東武鐵道中千住站（日语：中千住駅）廢除。
- 1962年（昭和37年）5月31日 - 營團日比谷線（現東京地下鐵）（北千住～南千住間）通車，與東武伊勢崎線相互直通運轉。
- 1964年（昭和39年）2月 - 拆除妖怪煙囪。
- 1968年（昭和43年）2月25日 - 都電三之輪橋～千住四丁目間廢止。
- 1969年（昭和44年）12月20日 - 營團千代田線（北千住～大手町）通車。
- 1969年（昭和44年） - 環狀7號線中的區內部分全線開通。
- 1971年（昭和46年）4月20日 - 營團千代田線（北千住～綾瀨）通車。
- 1979年（昭和54年）12月20日 - 營團千代田線（綾瀬～北綾瀨）通車。
- 1982年（昭和57年）3月 - 首都高速道路區內最早的區間通車。（向島～千住新橋間）
- 1987年（昭和62年）5月1日 - 東武鐵道千住線（千住分岐點（舊中千住站）～千住）廢止。
- 2005年（平成17年）8月24日 - 首都圏新都市鐵道筑波快線（秋葉原～筑波）通車，青井站、六町站啟用。
- 2008年（平成20年）3月30日 - 東京都交通局日暮里-舍人線通車。

### 沿革
| 明治22年以前         | 明治22年5月1日   | 明治22年 - 昭和3年 | 昭和4年 - 昭和17年 | 昭和18年 - 現在 |
| -------------------- | ---------------- | ------------------ | ------------------ | --------------- |
| 足立郡千住宿         | 南足立郡千住町   | 南足立郡千住町     | 東京市足立区       | 東京都足立區    |
| 足立郡千住宿掃部宿   | 南足立郡千住町   | 南足立郡千住町     | 東京市足立区       | 東京都足立區    |
| 足立郡西新井村       | 南足立郡西新井村 | 南足立郡西新井町   | 東京市足立区       | 東京都足立區    |
| 足立郡興野村         | 南足立郡西新井村 | 南足立郡西新井町   | 東京市足立区       | 東京都足立區    |
| 足立郡本木村         | 南足立郡西新井村 | 南足立郡西新井町   | 東京市足立区       | 東京都足立區    |
| 足立郡梅田村         | 南足立郡梅島村   | 南足立郡梅島町     | 東京市足立区       | 東京都足立區    |
| 足立郡島根村         | 南足立郡梅島村   | 南足立郡梅島町     | 東京市足立区       | 東京都足立區    |
| 足立郡栗原村         | 南足立郡梅島村   | 南足立郡梅島町     | 東京市足立区       | 東京都足立區    |
| 足立郡小右衛門新田   | 南足立郡梅島村   | 南足立郡梅島町     | 東京市足立区       | 東京都足立區    |
| 足立郡鹿濱村         | 南足立郡江北村   | 南足立郡江北村     | 東京市足立区       | 東京都足立區    |
| 足立郡鹿濱新田村     | 南足立郡江北村   | 南足立郡江北村     | 東京市足立区       | 東京都足立區    |
| 足立郡加賀皿沼村     | 南足立郡江北村   | 南足立郡江北村     | 東京市足立区       | 東京都足立區    |
| 足立郡高野村         | 南足立郡江北村   | 南足立郡江北村     | 東京市足立区       | 東京都足立區    |
| 足立郡沼田村         | 南足立郡江北村   | 南足立郡江北村     | 東京市足立区       | 東京都足立區    |
| 足立郡谷在家村       | 南足立郡江北村   | 南足立郡江北村     | 東京市足立区       | 東京都足立區    |
| 足立郡宮城村         | 南足立郡江北村   | 南足立郡江北村     | 東京市足立区       | 東京都足立區    |
| 足立郡小台村         | 南足立郡江北村   | 南足立郡江北村     | 東京市足立区       | 東京都足立區    |
| 足立郡堀之內村       | 南足立郡江北村   | 南足立郡江北村     | 東京市足立区       | 東京都足立區    |
| 足立郡舍人村         | 南足立郡舍人村   | 南足立郡舍人村     | 東京市足立区       | 東京都足立區    |
| 足立郡古千谷村       | 南足立郡舍人村   | 南足立郡舍人村     | 東京市足立区       | 東京都足立區    |
| 足立郡入谷村         | 南足立郡舍人村   | 南足立郡舍人村     | 東京市足立区       | 東京都足立區    |
| 足立郡竹塚村         | 南足立郡渕江村   | 南足立郡渕江村     | 東京市足立区       | 東京都足立區    |
| 足立郡六月村         | 南足立郡渕江村   | 南足立郡渕江村     | 東京市足立区       | 東京都足立區    |
| 足立郡保木間村       | 南足立郡渕江村   | 南足立郡渕江村     | 東京市足立区       | 東京都足立區    |
| 足立郡伊興村         | 南足立郡渕江村   | 南足立郡伊興村     | 東京市足立区       | 東京都足立區    |
| 足立郡大谷田村       | 南足立郡東渕江村 | 南足立郡東渕江村   | 東京市足立区       | 東京都足立區    |
| 足立郡佐野新田       | 南足立郡東渕江村 | 南足立郡東渕江村   | 東京市足立区       | 東京都足立區    |
| 足立郡長右衛門新田   | 南足立郡東渕江村 | 南足立郡東渕江村   | 東京市足立区       | 東京都足立區    |
| 足立郡普賢寺村       | 南足立郡東渕江村 | 南足立郡東渕江村   | 東京市足立区       | 東京都足立區    |
| 足立郡北三谷村       | 南足立郡東渕江村 | 南足立郡東渕江村   | 東京市足立区       | 東京都足立區    |
| 足立郡蒲原村         | 南足立郡東渕江村 | 南足立郡東渕江村   | 東京市足立区       | 東京都足立區    |
| 足立郡彌五郎新田     | 南足立郡綾瀨村   | 南足立郡綾瀨村     | 東京市足立区       | 東京都足立區    |
| 足立郡次郎左衛門新田 | 南足立郡綾瀨村   | 南足立郡綾瀨村     | 東京市足立区       | 東京都足立區    |
| 足立郡五兵衛新田     | 南足立郡綾瀨村   | 南足立郡綾瀨村     | 東京市足立区       | 東京都足立區    |
| 足立郡伊藤谷村       | 南足立郡綾瀨村   | 南足立郡綾瀨村     | 東京市足立区       | 東京都足立區    |
| 足立郡花又村         | 南足立郡花畑村   | 南足立郡花畑村     | 東京市足立区       | 東京都足立區    |
| 足立郡久左衞門新田   | 南足立郡花畑村   | 南足立郡花畑村     | 東京市足立区       | 東京都足立區    |
| 足立郡六木村         | 南足立郡花畑村   | 南足立郡花畑村     | 東京市足立区       | 東京都足立區    |
| 足立郡嘉兵衛新田     | 南足立郡花畑村   | 南足立郡花畑村     | 東京市足立区       | 東京都足立區    |
| 足立郡久右衛門新田   | 南足立郡花畑村   | 南足立郡花畑村     | 東京市足立区       | 東京都足立區    |
| 足立郡辰沼新田       | 南足立郡花畑村   | 南足立郡花畑村     | 東京市足立区       | 東京都足立區    |
| 足立郡內匠新田       | 南足立郡花畑村   | 南足立郡花畑村     | 東京市足立区       | 東京都足立區    |
| 足立郡長左衛門新田   | 南足立郡花畑村   | 南足立郡花畑村     | 東京市足立区       | 東京都足立區    |

### 地名由來
足立區一帶在古時是臨海的低濕地帶，因蘆葦叢生而稱作「葦立ち」（あしだち），後演變為音近的「足立」（あだち）。
地名「足立」最早出現於平城京二條大路挖掘出的天平七年（735年）木簡。

## 地域

### 活動
1月
- 千壽七福神巡遊

4月
- 春之花火與千本櫻祭（舍人公園）

6月
- 菖蒲祭（菖蒲沼公園、東綾瀨公園）

7月
- 足立的花火（荒川河岸地）

9月
- 鹿濱獅子舞
- 島根囃子（島根鷲神社）

10月
- 足立區民祭 A-Festa（荒川河川敷）
- 北足立市場祭

11月
- 大鷲神社酉之市（日语：酉の市）（花畑大鷲神社）

12月
- 光之祭典

### 町丁
區內町丁數高達268，在東京23區中僅次於世田谷區的277個。

### 車牌號碼
足立區屬足立號碼（東京運輸支局）。
足立號碼區域
- 台東區、江東區、墨田區、荒川區、足立區、葛飾區、江戶川區 （页面存档备份，存于）。

### 地方媒體
- 有線電視
  - J:COM足立（日语：ジェイコム足立）
- 網路發送
  - 足立區民放送（足立FM開局準備會）（2009年7月4日～
- 文宣
  - 足立廣報（あだち広報）
  - 公社新聞「悸動」（公社ニュース「ときめき」）
- 地方誌
  - 足立朝日
  - 足立（讀賣よみうり）新聞
  - 町雜誌「千住」
  - 竹之塚百景

## 區政

### 區長
- 近藤彌生（こんどう やよい）（2007年6月20日- 第三任）

### 區議會
- 區議會議長：高山延之（高山のぶゆき）
- 區議會議席次：45（任期至2019年5月17日）

| 黨派                 | 席次 |
| -------------------- | ---- |
| 足立區議會自由民主黨 | 17   |
| 足立區議會公明黨     | 13   |
| 日本共產黨足立區議團 | 7    |
| 足立區議會民主黨     | 4    |
| 無会派               | 4    |

### 都議會
- 選舉區：足立區選舉區
- 席次：6名
- 任期：2013年（平成25年）7月23日 － 2017年（平成29年）7月22日（參照「2013年東京都議會議員選舉」）

| 姓名     | 黨派                       | 當選次數 |
| -------- | -------------------------- | -------- |
| 高島直樹 | 東京都議會自由民主黨       | 4        |
| 大島芳江 | 日本共產黨東京都議會議員團 | 2        |
| 発地易隆 | 東京都議會自由民主黨       | 1        |
| 友利春久 | 都議會公明黨               | 4        |
| 中嶋義雄 | 都議會公明黨               | 3        |
| 大西智   | 都議會民主黨               | 3        |

### 眾議院
- 任期 ： 2014年（平成26年）12月14日 － 2018年（平成30年）12月13日（參照「第47屆日本眾議院議員總選舉」）

| 選舉區                           | !姓名    | 黨派       | 當選次數 | 備註     |
| -------------------------------- | -------- | ---------- | -------- | -------- |
| 東京都第12區（北區、足立一部分） | 太田昭宏 | 公明黨     | 7        | 選舉區   |
| 東京都第12區（北區、足立一部分） | 池內沙織 | 日本共產黨 | 1        | 比例復活 |
| 東京都第13區（足立區一部分）     | 鴨下一郎 | 自由民主黨 | 8        | 選舉區   |

### 自治體交流

#### 國內友好自治體
- 新潟縣舊小出町（日语：小出町）
  - 1982年締結友好自治體
- 新潟縣魚沼市
  - 2005年舊小出町合併成立魚沼市，與魚沼市締結友好自治體
- 長野縣山之內町
  - 1982年締結友好自治體
- 栃木縣鹿沼市
  - 1992年締結友好自治體

#### 海外姐妹都市
- 貝爾蒙特市（澳洲）
  - 1984年10月1日締結姐妹都市

## 產業

### 本社設於足立區的企業
- 日立自動車交通（日语：日立自動車交通）
- 新日本觀光自動車（日语：新日本観光自動車）
- 中村鞄製作所（日语：中村鞄製作所）
- 星医療酸器（日语：星医療酸器）
- Sun Belx（日语：サンベルクス）
- HARUTA (企業)（日语：ハルタ (企業)）
- 夢甜屋（日语：モンテール）
- 江戶一（日语：江戸一）
- 平城苑（日语：平城苑）
- J:COM足立（日语：ジェイコム足立）
- Micro Elevator（日语：マイクロエレベーター）
- 日本KANIGEN（日语：日本カニゼン）
- 車屋拉麵（日语：くるまやラーメン）
- Treasure Factory（日语：トレジャー・ファクトリー）
- 東京丸井
- 松田映畫社（日语：マツダ映画社）
- 日本道路服務（日语：日本ロードサービス）
- LEAD工業（日语：リード工業）
- 內山觀光巴士（日语：内山観光バス）
- YOKOMO（日语：ヨコモ）
- Nippi（日语：ニッピ）
- ArkCore（日语：アークコア）
- 並木精密寶石（日语：並木精密宝石）
- 三浦工務店（日语：三浦工務店）
- 東武巴士中央（日语：東武バス）
- 東武Delivery（日语：東武デリバリー）
- Horizon Works（日语：ホライズンワークス）
- JWP製作（日语：JWP女子プロレス）
- 足立成和信用金庫（日语：足立成和信用金庫）

## 教育

### 大學
- 放送大學東京足立學習中心

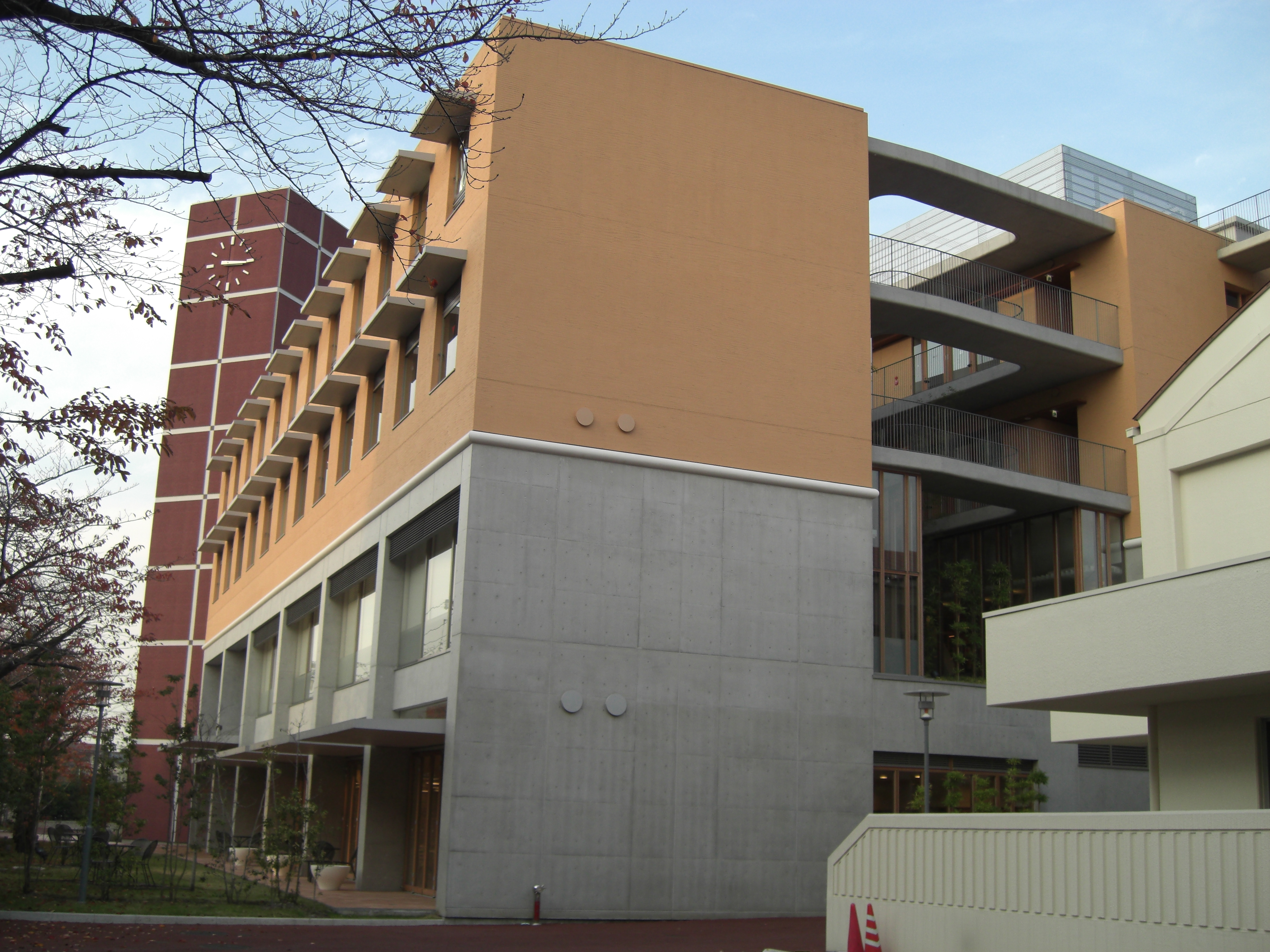
東京未来大学

  - 附設足立區生涯學習總合設施（学びピア21）。
- 東京藝術大學千住校區
- 東京未來大學（日语：東京未来大学）
- 帝京科學大學（日语：帝京科学大学）千住校區
- 東京電機大學東京千住校區

## 公共、醫療機關

### 警察
- 綾瀨警察署（日语：綾瀬警察署）
- 西新井警察署（日语：西新井警察署）
- 千住警察署（日语：千住警察署）
- 竹之塚警察署（日语：竹の塚警察署）

### 消防
- 千住消防署
  - 旭町出張所
  - 宮城出張所
- 足立消防署（日语：足立消防署）
  - 綾瀨出張所
  - 淵江出張所
  - 大谷田出張所
  - 神明出張所
- 西新井消防署（日语：西新井消防署）
  - 大師前出張所
  - 上沼田出張所
  - 本木出張所
- 第六方面本部消防救助機動部隊

### 電話
- 足立電話局（日语：電話局）
- 西新井電話局
- 竹之塚電話局
- 東京綾瀬電話局
- 梅島電報電話局

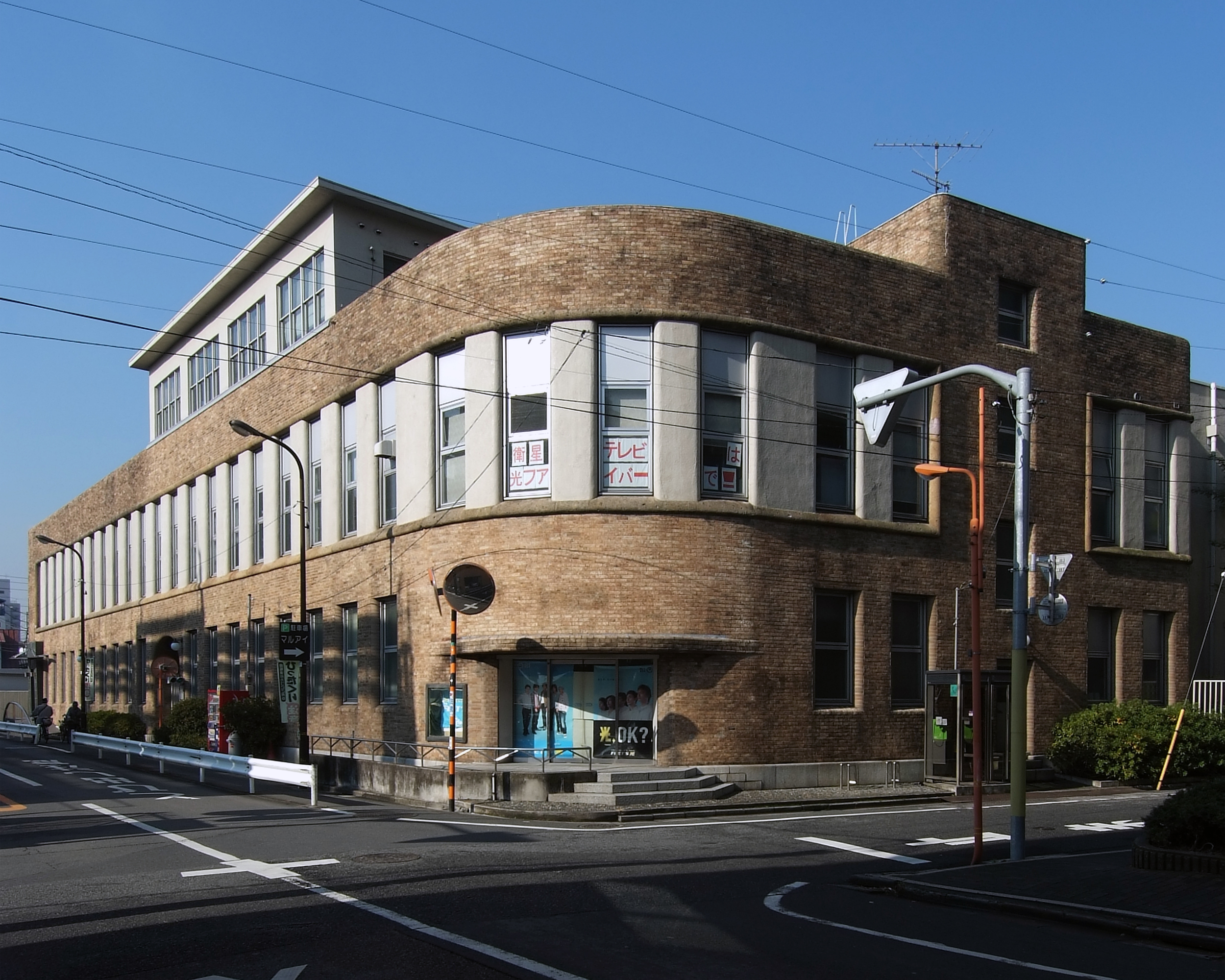
NTT東日本千住大樓

- NTT東日本（日语：東日本電信電話）千住大樓－昭和初期近代建築

### 自來水
- 東京都水道局（日语：東京都水道局）足立西營業所
- 東京都水道局足立東營業所

### 下水道
- 东京都下水道局北部第二管理事務所

### 垃圾處理
- 足立清掃工場

### 醫療機関
區內東京都指定二次救急醫療機關如下。
- 东京女子医科大学足立医疗中心（東京都災害據點醫院（日语：東京都災害拠点病院））
- 博慈會紀念總合醫院（日语：博慈会記念総合病院）（東京都災害據點醫院）
- 西新井醫院（日语：西新井病院）（東京都災害據點醫院）
- 苑田第一醫院
- 東京北部醫院
- 下井醫院
- 愛里醫院
- 足立東部醫院
- いずみ紀念醫院
- 水野醫院
- 等潤醫院
- 足立共濟醫院
- 苑田第三醫院
- 柳原醫院
- 綾瀨循環器醫院
- 朝日（あさひ）醫院
- 東京洪誠醫院
- 大内醫院（日语：大内病院）
- 成仁醫院（日语：成仁病院）

## 交通

### 鐵路
足立區共有8條鐵道通過。中部與東部分別有伊勢崎線（東武晴空塔線）、筑波快線南北貫穿，東南部有常磐線沿葛飾區界行駛。此三條路線與日比谷線、千代田線皆停靠北千住站。該站一日平均上下車人次達150萬人次，是足立區最具代表的車站。
此外，荒川與隅田川之間的南端有東西向的京成本線通過，西部有南北向的日暮里-舍人線。
東日本旅客鐵道（JR東日本）
- 常磐線：北千住站

東武鐵道
- 伊勢崎線（東武晴空塔線）：堀切站 - 牛田站 - 北千住站 - 小菅站 - 五反野站 - 梅島站 - 西新井站 - 竹之塚站
- 大師線：西新井站 - 大師前站

京成電鐵
- 京成本線：千住大橋站 - 京成關屋站

東京地下鐵
- 日比谷線：北千住站
- 千代田線：北千住站 - 綾瀨站 - 北綾瀨站

首都圈新都市鐵道
- 筑波快線：北千住站 - 青井站 - 六町站

東京都交通局
 日暮里-舍人線：足立小台站 - 扇大橋站 - 高野站 - 江北站 - 西新井大師西站 - 谷在家站 - 舍人公園站 - 舍人站 - 見沼代親水公園站

#### 未完成路線
- 東武西板線：西新井站經大師前站至板橋區東上線上板橋站的路線。之後演變為現在的大師線。

#### 規劃中路線
- Metro Seven（日语：メトロセブン）：沿環七通連結各地區的計畫路線
- 池袋·竹之塚新線（日语：池袋・竹ノ塚新線）：豐島區池袋站至～竹之塚站的連結計畫
- 延伸計畫〔地下鐵8號線（有樂町線）〕→東京直結鐵道（日语：東京直結鉄道）

### 路線巴士
- 社區巴士「春風（日语：はるかぜ (コミュニティバス)）」（はるかぜ）。
- 都營巴士
- 東武巴士中央
- 朝日自動車（日语：朝日自動車）
- 國際興業巴士（日语：国際興業）
- 京成巴士、京成Town巴士（日语：京成タウンバス）
- 日立自動車交通（日语：日立自動車交通）
- 新日本觀光自動車（日语：新日本観光自動車）

### 水上巴士
- 東京都公園協會
  - 東京水邊線：千住碼頭

### 道路

#### 高速公路
- 首都高速道路
  - 6號三鄉線：加平出入口
  - (C2)中央環狀線：千住新橋出入口、扇大橋出入口、江北JCT
  - (S1)川口線：江北JCT、鹿濱橋出入口、加賀出入口、足立入谷出入口

#### 一般國道
- 國道4號（日光街道（都市計畫道路放射12號）、草加繞道（日语：草加バイパス））

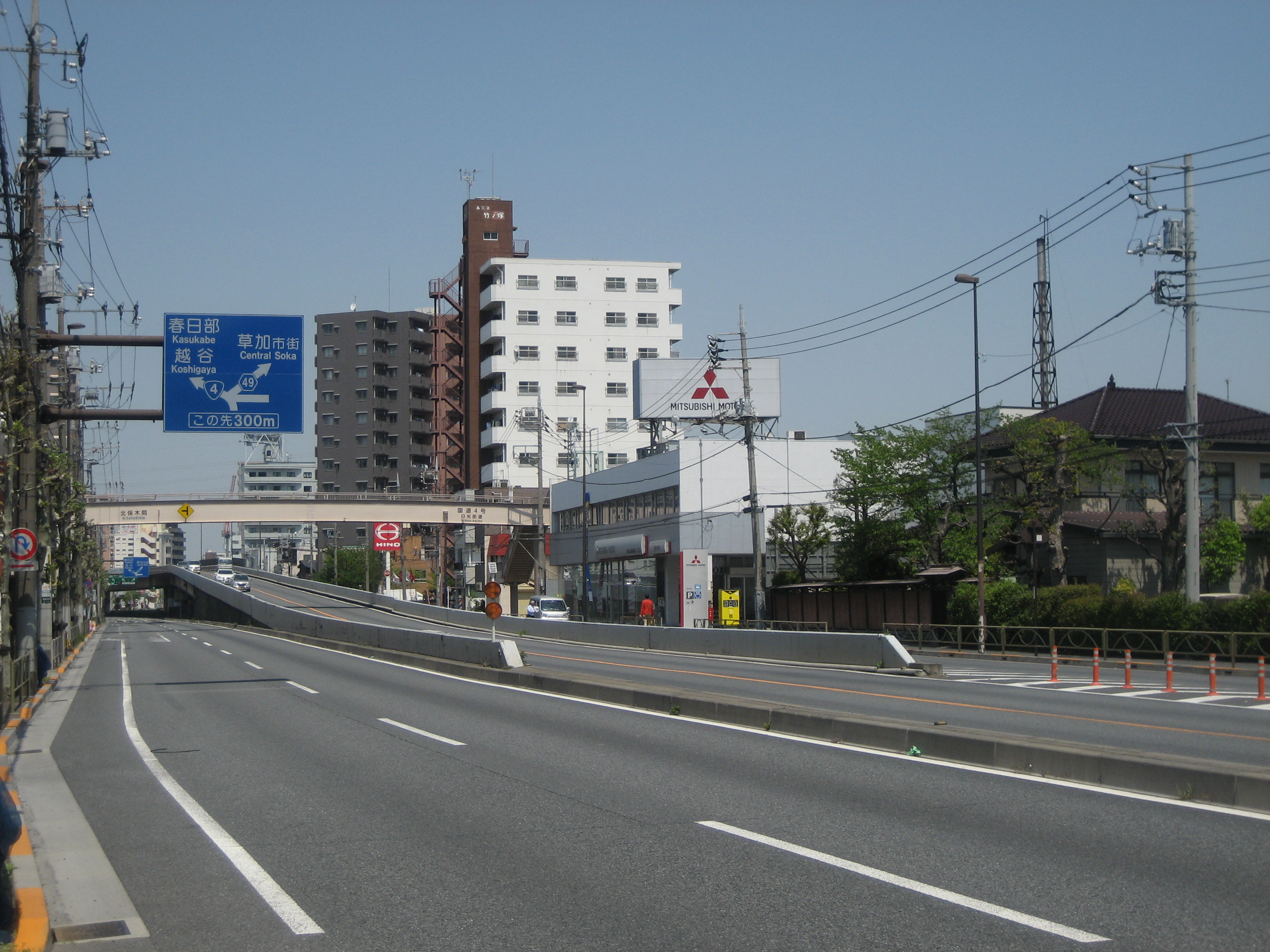
國道4號

#### 都道
- 東京都道49號足立越谷線（日语：東京都道・埼玉県道49号足立越谷線）（日光街道（都市計畫道路放射12號））
- 東京都道318號環狀七號線（環七通）
- 東京都道58號台東川口線（日语：東京都道・埼玉県道58号台東川口線）（尾久橋通）
- 東京都道461號吾妻橋伊興町線（日语：東京都道461号吾妻橋伊興町線）（墨堤通、尾竹橋通（日语：尾竹橋通り））
- 東京都道313號上野尾竹橋線（日语：東京都道313号上野尾竹橋線）（尾竹橋通）
- 東京都道308號千住小松川葛西沖線（日语：東京都道308号千住小松川葛西沖線）・東京都道450號新荒川葛西堤防線（日语：東京都道450号新荒川葛西堤防線）（重複）（平和橋通り）
- 東京都道、埼玉縣道255號足立埼玉自行車道線（日语：東京都道・埼玉県道255号足立さいたま自転車道線）（芝川自行車道）

## 名勝、古蹟、文化設施

### 神社
- 柳原稻荷神社（日语：稲荷神社 (足立区柳原)）（柳原）
- 西之宮稻荷神社（日语：稲荷神社 (足立区足立)）（足立）
- 元宿堰稻荷神社（日语：元宿堰稲荷神社）（千住櫻木）
- 柳野稻荷神社（日语：柳野稲荷神社）（佐野）
- 千住本冰川神社（日语：千住本氷川神社）（千住三丁目）
- 冰川神社（日语：氷川神社 (足立区千住)）（千住四丁目）
- 梅田神明宮（日语：梅田神明宮）（梅田）
- 大鷲神社（日语：大鷲神社 (足立区)）（花畑）
- 千住神社（日语：千住神社）（千住宮元町）

### 寺
- 西新井大師（日语：總持寺 (足立区)）
- 吉祥院（日语：吉祥院 (足立区)）

### 主要公園
- 舍人公園（日语：舎人公園）
- 東綾瀨公園（日语：東綾瀬公園）
- 都市農業公園（日语：都市農業公園）
- 貝爾蒙特公園（日语：ベルモント公園）
- 元淵江公園
- 五反野親水綠道
- 上沼田東公園
- 宮城悠悠（ゆうゆう）公園
- 柳原千草園
- 桑袋群落生境（ビオトープ）公園

### 會館、文化設施
- 東京武道館（日语：東京武道館）
- 足立區總合運動中心（日语：足立区総合スポーツセンター）
- GALAXCITY（日语：ギャラクシティ）
  - 西新井文化會館
  - 兒童未來創造館
- THEATRE1010（日语：シアター1010）（シアターセンジュ）
- 足立區立鄉土博物館（日语：足立区立郷土博物館）
- 足立區生物園（日语：足立区生物園）（元淵江公園內）
- 足立產業藝術廣場
  - 東京藝術中心
    - 天空劇場
    - CINEMA BLUE STUDIO（シネマ　ブルースタジオ）
    - 日本現代美術館東京分館
- 石洞美術館
- 渡邊音樂堂＜Bellne Saal＞（わたなべ音楽堂＜ベルネザール＞）
- 六町MUSEUM FLORA（六町ミュージアム・フローラ）

## 藝術團體
- 管弦樂團
  - 足立城市交響樂團（日语：足立シティオーケストラ）
- 吹奏樂團
  - 足立吹奏樂團
  - 足立少年吹奏樂團
- 合唱團
  - 足立區民合唱團
  - 東京足立少年少女合唱團

## 知名人士
- 北野武（搞笑藝人、主持人、電影導演）
- 淺野溫子（演員）
- 田中好子（演員、前糖果合唱團）
- 木村KAELA（歌手、時尚模特兒、藝人）
- 鮎川太陽（演員）
- 原田芳雄（演員）
- 高橋廣樹（演員、歌手）
- 高山南 （聲優）
- 波瑠（演員、模特兒）
- 大島麻衣（前AKB48成員）
- 後藤友香里（藝人、寫真偶像、歌手、舞者、新體操選手、前AAA）
- 羽海野千花（漫畫家）
- 上野貴久（職棒讀賣巨人）
- 大場翔太（職棒福岡軟銀鷹）
- 齋藤雅樹（職棒讀賣巨人投手教練）
- 工藤壯人（職業足球柏雷素爾）
- 森且行（賽車手、前SMAP）
- 鴨下一郎（醫生、眾議院議員）
- 內藤哲也（新日本職業摔角選手）
- 栃東大裕，大相撲大關

## 以足立区为舞台的作品
- 3年B组金八先生
- 埃羅芒阿老師
- 宇宙戰艦山本洋子